# Urbanus acawios
Urbanus acawios är en fjärilsart som beskrevs av Williams 1926. Urbanus acawios ingår i släktet Urbanus och familjen tjockhuvuden. Inga underarter finns listade i Catalogue of Life.